# Lindsaea seemannii
Lindsaea seemannii là một loài thực vật có mạch trong họ Dennstaedtiaceae. Loài này được J. Sm. miêu tả khoa học đầu tiên năm 1854.